# Aegialia concinna
Aegialia concinna је инсект из реда тврдокрилаца (Coleoptera) и породице балегара или котрљана (Scarabaeidae).  

## Распрострањење
Ареал врсте је ограничен на једну државу. Сједињене Америчке Државе су једино познато природно станиште врсте.

## Угроженост
Ова врста се сматра рањивом у погледу угрожености врсте од изумирања.